# Bjørn Gulden
Bjørn Gulden (Zúrich, Suiza, 4 de junio de 1965) es un ejecutivo y exjugador profesional de futbol noruego, actual director ejecutivo de Adidas desde el 1 de enero de 2023.

## Educación
Licenciado en administración de negocios (MBA) en la Babson School of Business, en Boston (Estados Unidos), Gulden también obtuvo un Bachelor’s Degree en una universidad de Rogaland, en Stavanger (Noruega). También estudió en la  Universidad de Erlangen-Núremberg, en Erlangen (Alemania).

## Carrera profesional

### Deporte
Bjørn Gulden empezó su carrera como futbolista profesional en la temporada 84/85 en el 1. F. C. Núremberg, de la Liga Federal alemana (2. Bundesliga), equipo con el que se proclamó campeón. En el año 1996 fichó por el equipo Strømsgodset IF, un equipo de la Eliteserien, la máxima categoría del sistema profesional de ligas de fútbol de Noruega. Seis meses después fichó por el Bryne FK, equipo donde jugó la temporada 87/88 y acabó retirándose.
Debutó también en el futbol internacional, en la categoría U19 de la selección noruega, donde disputó seis partidos.
Ocupaba la posición de centrocampista y marcó 2 goles en 1.096 minutos jugados, en los que nunca recibió ninguna tarjeta amarilla o roja.
Una trayectoria a la que se suma su experiencia en el equipo de balonmano del Haslum, de la primera división de este deporte en Noruega,y sus dos años como entrenador del Rosseland (1989-1990).

### Empresa
Tras abandonar su carrera como deportista profesional, siguió vinculado al mundo del deporte. El ejecutivo noruego ocupó entre 1992 y 1999 la vicepresidencia del área de ropa y accesorios en el seno de la empresa Adidas, concretamente en Herzogenaurach (Alemania).
En 1999, Bjørn Gulden se convirtió en director de Producto, Marketing y Abastecimiento en Helly Hansen en Noruega, y después de su salida permaneció en el consejo asesor de la empresa durante varios años.
Entre 2000 y 2011, fue el director general del minorista de zapatos más importante de Europa, el Grupo Deichmann. Simultáneamente, trabajó en las filiales americanas Off Broadway Shoes y Rack Room Shoes, en calidad de presidente y jefe de la dirección.
A continuación, Bjørn Gulden desempeñó la función de jefe de la dirección de la marca danesa de joyas Pandora, entre 2012 y 2013.
Desde julio de 2013, desempeñó la función de jefe de la dirección de Puma. Tras nueve años como CEO en el fabricante alemán de moda, no renovó su contrato. Compaginaba este trabajo con el de miembro del Consejo de Supervisión del Borussia Dortmund, cargo que también abandonó en diciembre de 2022. Desde el 1 de enero de 2023, se unió a Adidas, el mayor competidor de Puma, donde actualmente ocupa el cargo de máximo ejecutivo.
Bjørn Gulden tiene otras ocupaciones entre las que se encuentran ser presidente del Consejo de Administración de Salling Group A/S (Dinamarca), miembro de la Junta Directiva de Essity AB (Suecia) y miembro del Consejo de Supervisión de Tchibo GmbH (Alemania).

## Vida personal
Bjørn Gulden habla corrientemente el noruego, el alemán y el inglés. Está casado con su esposa Son Noah y tiene tres hijos. Los futbolistas Scott (23 años) y Henrik Gulden (27 años) son dos de ellos. Es hijo de Arild Gulden, exjugador internacional noruego de balonmano y fútbol. Entre sus aficiones también se encuentran deportes como el golf, el esquí o la pesca.